# The Iron Sheik
Hossein Khosrow Ali Vaziri, bättre känd under smeknamnet The Iron Sheik, född 15 mars 1942 i Dāmghān i Semnan, Iran, död 7 juni 2023 i Fayetteville, Georgia, var en iransk-amerikansk professionell wrestler, amatörbrottare och skådespelare. Vaziri var den första och enda iranska världsmästaren i WWE-historien som har vunnit den största titeln, WWF World Heavyweight Championship 1983. Under gisslankrisen i Iran ansågs Iron Sheik vara en av de största heel-karaktärerna genom tiderna. Hans skurkroll hade sin höjdpunkt under 1980-talets wrestlingboom, och rivaliteten med Hulk Hogan gjorde Hogan till en av årets största TV-hjältar. Senare bildade Vaziri ett tagteam med Nikolai Volkoff, med vilken han blev tagglagsvärldsmästare vid det första WrestleMania-evenemanget. 2005 blev han invald i WWE Hall of Fame.